# Syrie-Palestine
Pour les articles homonymes, voir Syrie (homonymie) et Palestine.
135 ap. J.-C. – 390 ap. J.-C.
Entités précédentes :
- Judée (province romaine)

Entités suivantes :
- Palestine première
- Palestine seconde

La Syrie-Palestine (en latin : Syria Palæstina, « Syrie palestinienne ») est le nom donné à la province romaine de Judée après l'échec de la révolte de Bar Kokhba (132-135) ; elle conserve sa capitale Césarée et reste donc absolument distincte de la province de Syrie située plus au Nord (capitale Antioche). Il s'agissait pour Hadrien d'une mesure punitive envers les Judéens, dont la province de Iudaea évoquait le nom.

## Histoire
Le changement de nom de cette province s'accompagne d'une répression sévère. Les mesures d'Hadrien étaient destinées à nier le caractère juif de la région, les Juifs étant expulsés de Jérusalem qui fut transformée en colonie romaine et rebaptisée Ælia Capitolina. Antonin le Pieux, sans annuler l'essentiel de la réorganisation d'Hadrien, en adoucit peut-être les mesures les plus rudes, revenant ainsi sur l'interdiction de la circoncision.
Pour empêcher toute nouvelle révolte, la garnison de la province fut considérablement augmentée. Elle comptait désormais deux légions et de nombreux auxiliaires, ce qui explique que la province soit dirigée désormais par un légat propréteur ancien consul alors qu'auparavant il s'agissait d'un simple ancien préteur. Par la suite la province semble être restée fidèle à l'empire, ne semblant pas accompagner les usurpations d'Avidius Cassius ou Pescennius Niger.
La légion VI Ferrata était établie à Caparcotna en Galilée (Legio - Lejjun) et la X Fretensis était installée à Ælia Capitolina. En 139, trois ailes de cavalerie et douze cohortes d'infanterie auxiliaire complétaient ces troupes. En 186, les troupes auxiliaires comptaient toujours au moins deux ailes et sept cohortes. À partir d'Antonin le Pieux et de Marc Aurèle, les légions de la province envoient parfois des détachements qui servent lors de guerres se déroulant dans d'autres provinces.
Les réorganisations administratives de Dioclétien et de ses successeurs font disparaître le terme de Syrie-Palestine. Devenue la province romaine de Palestine, elle est agrandie au sud d'une grande partie de la province d'Arabie (Arabie Pétrée et Sinaï) dans les années 290, avant d'être divisée à son tour en trois provinces, les provinces de Palestine I, Palestine II et Palestine Salutaris (plus tard Palestine III) dans le courant du IVe siècle.

#### Région
- Proche-Orient, Levant (Proche-Orient), Proche-Orient ancien
- Cananéens, Peuples de la mer, Phéniciens, Araméens antiques, Philistins, Israël antique
- Histoire du peuple juif, histoire des Juifs dans l’Empire romain

- Royaume de Juda (931-586)
- Exil assyrien (732/722-), dix tribus perdues
- Exil à Babylone (597-539/532), retour à Sion
- Yehoud (province de Babylone) (586-539), cylindre de Cyrus
- Yehoud Medinata (539-332), province achaménide
- Période du Second Temple (de -516 à +70)
- Cœlé-Syrie (332-64, royaume de Macédoine, Séleucides)
- Judaïsme hellénistique, édit de persécution (167), révolte des Maccabées (167-140)
- Hasmonéens (140-37 AEC)
- Syrie (province romaine) (de -64 à +197)
- Dynastie hérodienne (de -37 à +92), royaume d'Hérode (37-4 AEC), tétrarchie d'Hérode (de -4 à +44)
- Royaume de Chalcis (de -80 à +92, Bekaa)
- Guerres judéo-romaines (66-136)
- Judée (province romaine) (6-135)
- Syrie-Palestine (135-390, province romaine)
- Syrie-Phénicie (province romaine) (194-vers 400)
- Cœlé-Syrie (province romaine) (198-vers 400)
- Révolte juive contre Gallus (352)
- Palaestina Prima (390-636)
- Palaestina Secunda (390-636)
- Palaestina Salutaris (en) (300/390-636)
- Révoltes samaritaines (484-572)
- Révolte juive contre Héraclius (602-608)
- Guerres arabo-byzantines(629-1180) : prise de la Syrie en 634-638

- Arabie pétrée (nord-ouest), Arabie déserte (nord-est), Arabie heureuse (sud)
- Limes Arabicus